# 布萊金厄級潛艦
布萊金厄級潛艦是瑞典紳寶考庫姆公司所設計開發的一款常規動力潛艇，開發計畫最初稱為「U-båt 2000」，後改名A26型（英語：A26），瑞典國防軍所屬之瑞典國防裝備管理局則稱其為NGU（Nästa generations ubåt，次世代潛艦）。
由於2014年德國蒂森克虜伯集團收購考庫姆公司，開發計畫曾一度遭德國入主的經營團隊給阻擾，德國方的經營團隊要求開發成本必須全部由使用者承擔，而非是當時的分攤開發成本模式。這些經營爭議導致2014年4月8日瑞典政府動用武力強制收繳該公司中屬於瑞典國防裝備管理局的所有設計資料及設備。公司的經營紛擾先是由紳寶集團與考庫姆公司簽訂收購意向書，2015年3月18日瑞典政府決定以82億瑞典克朗的價格訂購2艘A26潛艦，此後紳寶集團出資收購考庫姆公司後才告落幕。目前兩艘布萊金厄級皆由卡爾斯克魯納造船廠承造，預定在2024年下水。

## 雛形
布萊金厄級潛艦計劃的雛形追溯始於1994年，當時蘇聯對北歐的威脅雖然已經消失，但斯堪地那維亞的國家仍然希望合作研製屬於自己的潛艇，於是經探討可能性後斯堪地那維亞三國（瑞典、丹麥與挪威；芬蘭乃觀察員身份）共同簽署了一項有關四國合作研發潛艇的協議，1997年啟動《泛北歐海盜潛艦計畫》（Pan-Nordic Viking Submarine Programme）（又稱《北歐海盜》計畫），並在瑞典設立了專門研究新型潛艇的辦公室，其後研究團隊提出過「K9潛艇」的設計概念，後來改稱維京級潛艦。北歐國家合作理論上可增加分擔者，減低因資金不足而導致被取消的風險。
維京級計畫最後仍然不敵冷戰後的主流氛圍，軍備撤裁成為當時歐洲國家的共識，丹麥議會後來決定到2004年完全撤裁潛艦部隊，維京級潛艦計畫因而中止。但考庫姆公司在計畫中已經完成了初步研究，後續開發是以此一階段的成果作為基礎。

### A26型潛艇計畫
雖然維京級潛艦計畫取消，但瑞典海軍仍需要一款取代南曼蘭級潛艦的新式潛艇，於是瑞典國防物資局在2006年正式啟動由瑞典國防裝備局作為主承包商的A26型潛艇計畫且於2010年2月25日正式與考庫姆公司簽署潛艇開發合同，並在2010年6月16日得到瑞典國會批准採購兩艘新型潛艇。瑞典國防部的原先構想是這兩艘潛艦將在2018-19年間服役，先是取代南曼蘭級，再視當時狀況決定何時增訂替換哥特蘭級潛艦。但是瑞典政府在簽訂合約後卻沒有編列預算，因此潛艦遲遲未能開工，考庫姆公司與瑞典國防部原先溝通的成軍期程也被延宕到2020年。

#### 德國經營團隊的介入與紛爭
1999年，德國哈德威造船廠（HDW）收購瑞典的考庫姆公司，使當時瑞典唯一的潛艇研製公司變成外國企業的子公司。及後2005年，哈德威造船廠被購併成現今的蒂森克虜伯船舶系統公司（TKMS）。考庫姆公司面對母公司的兩度重整，使瑞典的A26型潛艇計畫多次受到影響。由於考庫姆公司所研製的潛艇一直以性能優良、性價比高聞名，因此考庫姆公司在國際市場上有著不小的競爭力，然而蒂森克虜伯船舶系統公司一直打壓考庫姆公司在國際上參與各國的潛艇競標，並且限制A26潛艇計畫的發展，使瑞典開始意識到需要為自身唯一的潛艇公司尋找新的出路，並展開與德國蒂森克虜伯船舶系統公司的談判。
面對蒂森克虜伯船舶系統公司的打壓，瑞典政府於2014年2月27日正式撤銷與考庫姆公司之間的A26潛艇訂造合同，原因是蒂森克虜伯（HDW）一直拒絕讓瑞典與其他國家分擔成本，令瑞典需要獨力負擔整個計畫支出。及後瑞典政府便找上了另一家瑞典國防企業公司紳寶集團。 可是紳寶並沒有製造潛艇的經驗和技術，於是紳寶集團計劃如果他們收到新型的潛艇訂單便會僱用不少來自考庫姆公司的潛艇工程師，使不少屬於蒂森克虜伯的考庫姆僱員都跳槽紳寶，受到蒂森克虜伯的指責。同年4月2日瑞典政府正式終止與蒂森克虜伯之間的所有談判。
2014年4月14日，瑞典媒體報道已經有大約200名考庫姆工程師離開蒂森克虜伯並跳槽至紳寶，致使蒂森克虜伯與紳寶開始洽談有關出售考庫姆公司的事宜。經過多重談判，同年6月蒂森克虜伯船舶系統公司正式同意以340億瑞典克朗出售考庫姆公司予紳寶集團，並重新命名為紳寶考庫姆公司（Saab Kockums AB）。

#### 德國團隊退出與計畫重啟
紳寶考庫姆公司的出現解決了德瑞長達三年的紛爭，並且使A26型潛艇計畫得以順利發展。2015年3月17日，瑞典國防部正式選擇紳寶考庫姆公司為其海軍生產兩艘A26型潛艇，估算價值82億瑞典克朗，標誌著A26型項目的重啟，並預定於2022年2023年正式交付瑞典海軍。2015年6月30日，瑞典國防物資局（FMV）宣布已與紳寶公司簽署了價值86億瑞典克朗的合約，包括生產建造兩艘A26型潛艇以及為瑞典海軍現役的兩艘哥特蘭級潛艇提供中期升級服務。

## 設計
A26型潛艇是繼瑞典哥特蘭級潛艇後新一代的常規動力潛艇，哥特蘭級的主要特點，例如隱蔽性良好、生存能力高等特性都將會被A26型繼承，而且會是更先進的改進。

### 隱蔽性
哥特蘭級所採用的史特林發動機系統，A26型將會繼續沿用。但與之不同的是，A26型所採用的將會是經反覆改進的史特林發動機，並且由傳統的柴油-電力推進系統和三具的史特林發動機組成A26型的動力系統。另外，A26型也會採用GHOST（Genuine HOlistic STealth）虛擬隱蔽性技術，從而使A26型更有效地隱蔽，不易被發現。

### 艦身設計
基於隱身考量，A26型的帆罩將會使用與全球第一種採用全隱身設計的戰艦偉士比級護衛艦相同的匿跡材料構成，降低A26型在不潛航時的雷達截面積。

### 持續潛航能力
絕氣推進（AIP）的特點是在無需獲取外間空氣中的氧氣情況下便能夠長時間地驅動潛艇，令其潛航時間較長的技術。而A26型潛艇就是在這一要求的情況下建造。紳寶考庫姆公司的目標是使A26型潛艇能夠在45天裡持續潛航，而史特林發動機能與關鍵技術GHOST的配合能夠以最大限度地提高潛艇的潛航時間，而且其擁有極佳的安全與穩定性。

### 武裝系統
A26型的主要武器將會是長533厘米的重型魚雷和400厘米的魚雷，這些魚雷都會是通過魚雷發射管發射。雖然魚雷是A26型的主要武器，但其發射管允許A26型有搭載多種類型的武器能力，包括現有的魚雷、飛彈等。

## 同型艦
2艘同型艦全數用瑞典的省份為命名來源。 
| 艦名                       | 下水 | 完工 | 正式服役 | 近況             |
| -------------------------- | ---- | ---- | -------- | ---------------- |
| HMS 布萊金厄號（Blekinge） |      |      |          | 2015年9月4日開工 |
| HMS 斯科訥號（Skåne）      |      |      |          | 建造中           |

## 衍生型概念
2017年8月，紳寶考庫姆展示A26型潛艦的衍生型構想，分別為外洋型、遠洋型、遠洋增程型，.廠商聲稱所有版本都可裝備18具可發射戰斧巡弋飛彈的垂直發射系統，並且在寒帶至熱帶的環境中使用。
- 外洋型：船長大於50公尺、水面排水量1,000噸級。航速10節下續航力4,000海浬，使用AIP時可進行20天巡航任務，編制船員17-25人。
- 遠洋型：船長65公尺、水面排水量2,000噸級。航速10節下續航力6,000海浬，使用AIP時可進行30天巡航任務，編制船員17-35人。
- 遠洋增程型：船長小於80公尺、水面排水量3,000噸級。航速10節下續航力10,000海浬，使用AIP時可進行50天巡航任務，編制船員20-50人。

除了幾項已有宣告數據的版本外，2014年瑞典競標澳大利亞下一代潛艦時，曾以A26設計向澳方提出4.000噸級的遠洋潛艦，稱為612型。612型最後未被澳方給採納。